# Copa Davis 2016
La Copa Davis de 2016 fue la 105.ª edición del torneo de tenis masculino más importante, disputado por diversas naciones. Participaron dieciséis equipos en el Grupo Mundial y más de cien en los diferentes grupos regionales.
El equipo de Argentina se coronó campeón venciendo en la final al equipo de Croacia por 3-2. Los partidos de la final se disputaron en la Arena Zagreb, Croacia.

## Movilidad entre grupos: 2015 a 2016
| Categoría      | Categoría    | Grupos | Grupos | Grupos | Grupos | Grupos | Grupos | Grupos | Grupos | Grupos | Grupos | Grupos | Grupos | Grupos | Grupos | Grupos | Grupos | Grupos | Grupos |
| -------------- | ------------ | --- | --- | --- | --- | --- | --- | --- | --- | --- | --- | --- | --- | --- | --- | --- | --- | --- | --- |
| 1.º            | 1.º          | Mundial · 16 equipos · \| · Alemania \| · Argentina \| · Australia \| · Bélgica \| \| · Canadá \| · Croacia \| · Estados Unidos \| · Francia \| \| · Gran Bretaña \| · Italia \| · Japón \| · Kazajistán \| \| · Polonia \| · Rep. Checa \| · Serbia \| · Suiza \| \| -------------- \| ------------ \| ---------------- \| ------------ \| | Mundial · 16 equipos · \| · Alemania \| · Argentina \| · Australia \| · Bélgica \| \| · Canadá \| · Croacia \| · Estados Unidos \| · Francia \| \| · Gran Bretaña \| · Italia \| · Japón \| · Kazajistán \| \| · Polonia \| · Rep. Checa \| · Serbia \| · Suiza \| \| -------------- \| ------------ \| ---------------- \| ------------ \| | Mundial · 16 equipos · \| · Alemania \| · Argentina \| · Australia \| · Bélgica \| \| · Canadá \| · Croacia \| · Estados Unidos \| · Francia \| \| · Gran Bretaña \| · Italia \| · Japón \| · Kazajistán \| \| · Polonia \| · Rep. Checa \| · Serbia \| · Suiza \| \| -------------- \| ------------ \| ---------------- \| ------------ \| | Mundial · 16 equipos · \| · Alemania \| · Argentina \| · Australia \| · Bélgica \| \| · Canadá \| · Croacia \| · Estados Unidos \| · Francia \| \| · Gran Bretaña \| · Italia \| · Japón \| · Kazajistán \| \| · Polonia \| · Rep. Checa \| · Serbia \| · Suiza \| \| -------------- \| ------------ \| ---------------- \| ------------ \| | Mundial · 16 equipos · \| · Alemania \| · Argentina \| · Australia \| · Bélgica \| \| · Canadá \| · Croacia \| · Estados Unidos \| · Francia \| \| · Gran Bretaña \| · Italia \| · Japón \| · Kazajistán \| \| · Polonia \| · Rep. Checa \| · Serbia \| · Suiza \| \| -------------- \| ------------ \| ---------------- \| ------------ \| | Mundial · 16 equipos · \| · Alemania \| · Argentina \| · Australia \| · Bélgica \| \| · Canadá \| · Croacia \| · Estados Unidos \| · Francia \| \| · Gran Bretaña \| · Italia \| · Japón \| · Kazajistán \| \| · Polonia \| · Rep. Checa \| · Serbia \| · Suiza \| \| -------------- \| ------------ \| ---------------- \| ------------ \| | Mundial · 16 equipos · \| · Alemania \| · Argentina \| · Australia \| · Bélgica \| \| · Canadá \| · Croacia \| · Estados Unidos \| · Francia \| \| · Gran Bretaña \| · Italia \| · Japón \| · Kazajistán \| \| · Polonia \| · Rep. Checa \| · Serbia \| · Suiza \| \| -------------- \| ------------ \| ---------------- \| ------------ \| | Mundial · 16 equipos · \| · Alemania \| · Argentina \| · Australia \| · Bélgica \| \| · Canadá \| · Croacia \| · Estados Unidos \| · Francia \| \| · Gran Bretaña \| · Italia \| · Japón \| · Kazajistán \| \| · Polonia \| · Rep. Checa \| · Serbia \| · Suiza \| \| -------------- \| ------------ \| ---------------- \| ------------ \| | Mundial · 16 equipos · \| · Alemania \| · Argentina \| · Australia \| · Bélgica \| \| · Canadá \| · Croacia \| · Estados Unidos \| · Francia \| \| · Gran Bretaña \| · Italia \| · Japón \| · Kazajistán \| \| · Polonia \| · Rep. Checa \| · Serbia \| · Suiza \| \| -------------- \| ------------ \| ---------------- \| ------------ \| | Mundial · 16 equipos · \| · Alemania \| · Argentina \| · Australia \| · Bélgica \| \| · Canadá \| · Croacia \| · Estados Unidos \| · Francia \| \| · Gran Bretaña \| · Italia \| · Japón \| · Kazajistán \| \| · Polonia \| · Rep. Checa \| · Serbia \| · Suiza \| \| -------------- \| ------------ \| ---------------- \| ------------ \| | Mundial · 16 equipos · \| · Alemania \| · Argentina \| · Australia \| · Bélgica \| \| · Canadá \| · Croacia \| · Estados Unidos \| · Francia \| \| · Gran Bretaña \| · Italia \| · Japón \| · Kazajistán \| \| · Polonia \| · Rep. Checa \| · Serbia \| · Suiza \| \| -------------- \| ------------ \| ---------------- \| ------------ \| | Mundial · 16 equipos · \| · Alemania \| · Argentina \| · Australia \| · Bélgica \| \| · Canadá \| · Croacia \| · Estados Unidos \| · Francia \| \| · Gran Bretaña \| · Italia \| · Japón \| · Kazajistán \| \| · Polonia \| · Rep. Checa \| · Serbia \| · Suiza \| \| -------------- \| ------------ \| ---------------- \| ------------ \| | Mundial · 16 equipos · \| · Alemania \| · Argentina \| · Australia \| · Bélgica \| \| · Canadá \| · Croacia \| · Estados Unidos \| · Francia \| \| · Gran Bretaña \| · Italia \| · Japón \| · Kazajistán \| \| · Polonia \| · Rep. Checa \| · Serbia \| · Suiza \| \| -------------- \| ------------ \| ---------------- \| ------------ \| | Mundial · 16 equipos · \| · Alemania \| · Argentina \| · Australia \| · Bélgica \| \| · Canadá \| · Croacia \| · Estados Unidos \| · Francia \| \| · Gran Bretaña \| · Italia \| · Japón \| · Kazajistán \| \| · Polonia \| · Rep. Checa \| · Serbia \| · Suiza \| \| -------------- \| ------------ \| ---------------- \| ------------ \| | Mundial · 16 equipos · \| · Alemania \| · Argentina \| · Australia \| · Bélgica \| \| · Canadá \| · Croacia \| · Estados Unidos \| · Francia \| \| · Gran Bretaña \| · Italia \| · Japón \| · Kazajistán \| \| · Polonia \| · Rep. Checa \| · Serbia \| · Suiza \| \| -------------- \| ------------ \| ---------------- \| ------------ \| | Mundial · 16 equipos · \| · Alemania \| · Argentina \| · Australia \| · Bélgica \| \| · Canadá \| · Croacia \| · Estados Unidos \| · Francia \| \| · Gran Bretaña \| · Italia \| · Japón \| · Kazajistán \| \| · Polonia \| · Rep. Checa \| · Serbia \| · Suiza \| \| -------------- \| ------------ \| ---------------- \| ------------ \| | Mundial · 16 equipos · \| · Alemania \| · Argentina \| · Australia \| · Bélgica \| \| · Canadá \| · Croacia \| · Estados Unidos \| · Francia \| \| · Gran Bretaña \| · Italia \| · Japón \| · Kazajistán \| \| · Polonia \| · Rep. Checa \| · Serbia \| · Suiza \| \| -------------- \| ------------ \| ---------------- \| ------------ \| | Mundial · 16 equipos · \| · Alemania \| · Argentina \| · Australia \| · Bélgica \| \| · Canadá \| · Croacia \| · Estados Unidos \| · Francia \| \| · Gran Bretaña \| · Italia \| · Japón \| · Kazajistán \| \| · Polonia \| · Rep. Checa \| · Serbia \| · Suiza \| \| -------------- \| ------------ \| ---------------- \| ------------ \| |
| 2.º            | 2.º          | Zona de Europa y África 1 · 12 equipos · Austria · Eslovaquia · Eslovenia · España · Hungría · Israel · Países Bajos · Portugal · Rumania · Rusia · Suecia · Ucrania · | Zona de Europa y África 1 · 12 equipos · Austria · Eslovaquia · Eslovenia · España · Hungría · Israel · Países Bajos · Portugal · Rumania · Rusia · Suecia · Ucrania · | Zona de Europa y África 1 · 12 equipos · Austria · Eslovaquia · Eslovenia · España · Hungría · Israel · Países Bajos · Portugal · Rumania · Rusia · Suecia · Ucrania · | Zona de Europa y África 1 · 12 equipos · Austria · Eslovaquia · Eslovenia · España · Hungría · Israel · Países Bajos · Portugal · Rumania · Rusia · Suecia · Ucrania · | Zona de Europa y África 1 · 12 equipos · Austria · Eslovaquia · Eslovenia · España · Hungría · Israel · Países Bajos · Portugal · Rumania · Rusia · Suecia · Ucrania · | Zona de Europa y África 1 · 12 equipos · Austria · Eslovaquia · Eslovenia · España · Hungría · Israel · Países Bajos · Portugal · Rumania · Rusia · Suecia · Ucrania · | Zona de Europa y África 1 · 12 equipos · Austria · Eslovaquia · Eslovenia · España · Hungría · Israel · Países Bajos · Portugal · Rumania · Rusia · Suecia · Ucrania · | Zona de Europa y África 1 · 12 equipos · Austria · Eslovaquia · Eslovenia · España · Hungría · Israel · Países Bajos · Portugal · Rumania · Rusia · Suecia · Ucrania · | Zona de Europa y África 1 · 12 equipos · Austria · Eslovaquia · Eslovenia · España · Hungría · Israel · Países Bajos · Portugal · Rumania · Rusia · Suecia · Ucrania · | Zona de Asia y Oceanía 1 · 6 equipos · China · Corea del Sur · India · Nueva Zelanda · Pakistán · Uzbekistán | Zona de América 1 · 6 equipos · Barbados · Brasil · Chile · Colombia · Ecuador · Rep. Dominicana · | | | | | | | |
| 3.º            | 3.º          | Zona de Europa y África 2 · 16 equipos · Bielorrusia · Bosnia y Herzegovina · Bulgaria · Dinamarca · Egipto · Finlandia · Georgia · Letonia · Lituania · Luxemburgo · Mónaco · Noruega · Sudáfrica · Túnez · Turquía · Zimbabue · | Zona de Europa y África 2 · 16 equipos · Bielorrusia · Bosnia y Herzegovina · Bulgaria · Dinamarca · Egipto · Finlandia · Georgia · Letonia · Lituania · Luxemburgo · Mónaco · Noruega · Sudáfrica · Túnez · Turquía · Zimbabue · | Zona de Europa y África 2 · 16 equipos · Bielorrusia · Bosnia y Herzegovina · Bulgaria · Dinamarca · Egipto · Finlandia · Georgia · Letonia · Lituania · Luxemburgo · Mónaco · Noruega · Sudáfrica · Túnez · Turquía · Zimbabue · | Zona de Europa y África 2 · 16 equipos · Bielorrusia · Bosnia y Herzegovina · Bulgaria · Dinamarca · Egipto · Finlandia · Georgia · Letonia · Lituania · Luxemburgo · Mónaco · Noruega · Sudáfrica · Túnez · Turquía · Zimbabue · | Zona de Europa y África 2 · 16 equipos · Bielorrusia · Bosnia y Herzegovina · Bulgaria · Dinamarca · Egipto · Finlandia · Georgia · Letonia · Lituania · Luxemburgo · Mónaco · Noruega · Sudáfrica · Túnez · Turquía · Zimbabue · | Zona de Europa y África 2 · 16 equipos · Bielorrusia · Bosnia y Herzegovina · Bulgaria · Dinamarca · Egipto · Finlandia · Georgia · Letonia · Lituania · Luxemburgo · Mónaco · Noruega · Sudáfrica · Túnez · Turquía · Zimbabue · | Zona de Europa y África 2 · 16 equipos · Bielorrusia · Bosnia y Herzegovina · Bulgaria · Dinamarca · Egipto · Finlandia · Georgia · Letonia · Lituania · Luxemburgo · Mónaco · Noruega · Sudáfrica · Túnez · Turquía · Zimbabue · | Zona de Europa y África 2 · 16 equipos · Bielorrusia · Bosnia y Herzegovina · Bulgaria · Dinamarca · Egipto · Finlandia · Georgia · Letonia · Lituania · Luxemburgo · Mónaco · Noruega · Sudáfrica · Túnez · Turquía · Zimbabue · | Zona de Europa y África 2 · 16 equipos · Bielorrusia · Bosnia y Herzegovina · Bulgaria · Dinamarca · Egipto · Finlandia · Georgia · Letonia · Lituania · Luxemburgo · Mónaco · Noruega · Sudáfrica · Túnez · Turquía · Zimbabue · | Zona de Asia y Oceanía 2 · 8 equipos · China Taipéi · Filipinas · Indonesia · Kuwait · Malasia · Sri Lanka · Tailandia · Vietnam · | Zona de América 2 · 8 equipos · El Salvador · Guatemala · México · Paraguay · Perú · Puerto Rico · Uruguay · Venezuela · | | | | | | | |
| 4.º            | 4.º          | Zona de Europa 3 · 16 equipos · Albania · Andorra · Armenia · Azerbaiyán · Chipre · Estonia · Grecia · Irlanda · Islandia · Kosovo · Liechtenstein · Macedonia · Malta · Moldavia · Montenegro · San Marino · | Zona de Europa 3 · 16 equipos · Albania · Andorra · Armenia · Azerbaiyán · Chipre · Estonia · Grecia · Irlanda · Islandia · Kosovo · Liechtenstein · Macedonia · Malta · Moldavia · Montenegro · San Marino · | Zona de Europa 3 · 16 equipos · Albania · Andorra · Armenia · Azerbaiyán · Chipre · Estonia · Grecia · Irlanda · Islandia · Kosovo · Liechtenstein · Macedonia · Malta · Moldavia · Montenegro · San Marino · | Zona de Europa 3 · 16 equipos · Albania · Andorra · Armenia · Azerbaiyán · Chipre · Estonia · Grecia · Irlanda · Islandia · Kosovo · Liechtenstein · Macedonia · Malta · Moldavia · Montenegro · San Marino · | Zona de Europa 3 · 16 equipos · Albania · Andorra · Armenia · Azerbaiyán · Chipre · Estonia · Grecia · Irlanda · Islandia · Kosovo · Liechtenstein · Macedonia · Malta · Moldavia · Montenegro · San Marino · | Zona de África 3 · 16 equipos · Angola · Argelia · Benín · Botsuana · Camerún · Congo · Costa de Marfil · Ghana · Kenia · Libia · Madagascar · Marruecos · Mozambique · Namibia · Nigeria · Ruanda · | Zona de África 3 · 16 equipos · Angola · Argelia · Benín · Botsuana · Camerún · Congo · Costa de Marfil · Ghana · Kenia · Libia · Madagascar · Marruecos · Mozambique · Namibia · Nigeria · Ruanda · | Zona de África 3 · 16 equipos · Angola · Argelia · Benín · Botsuana · Camerún · Congo · Costa de Marfil · Ghana · Kenia · Libia · Madagascar · Marruecos · Mozambique · Namibia · Nigeria · Ruanda · | Zona de África 3 · 16 equipos · Angola · Argelia · Benín · Botsuana · Camerún · Congo · Costa de Marfil · Ghana · Kenia · Libia · Madagascar · Marruecos · Mozambique · Namibia · Nigeria · Ruanda · | Zona de Asia y Oceanía 3 · 8 equipos · Camboya · Catar · Hong Kong · Irán · Islas del Pacífico · Líbano · Singapur · Siria · Turkmenistán · | Zona de América 3 · 9 equipos · Bahamas · Bermudas · Bolivia · Costa Rica · Cuba · Honduras · Jamaica · Panamá · Trinidad y Tobago · | | | | | | | |
| 5.º            | 5.º          | | | | | | | | | | Zona de Asia y Oceanía 4 · 9 equipos · Arabia Saudita · Bangladés · Baréin · Birmania · Brunéi · Emiratos Árabes Unidos · Irak · Jordania · Kirguistán · Mongolia · Omán · Tayikistán · Yemen · | | | | | | | | |
| · Alemania     | · Argentina  | · Australia | · Bélgica | | | | | | | | | | | | | | | | |
| · Canadá       | · Croacia    | · Estados Unidos | · Francia | | | | | | | | | | | | | | | | |
| · Gran Bretaña | · Italia     | · Japón | · Kazajistán | | | | | | | | | | | | | | | | |
| · Polonia      | · Rep. Checa | · Serbia | · Suiza | | | | | | | | | | | | | | | | |

## Grupo Mundial
El Grupo Mundial es el nivel que exige el más alto rendimiento. En esta edición, participaron los equipos que alcanzaron los cuartos de final de la edición anterior y los ganadores de las repescas entre los perdedores de los octavos de final en 2015 y los ganadores de los diferentes grupos regionales.
Asimismo, los perdedores de la primera ronda jugaron las repescas para el Grupo Mundial del 2017, y a los equipos ganadores que accedieron a los cuartos de final se les garantizó un lugar para el mismo.

### Equipos participantes
| Equipos participantes en el Grupo Mundial de 2016 | Equipos participantes en el Grupo Mundial de 2016 | Equipos participantes en el Grupo Mundial de 2016 | Equipos participantes en el Grupo Mundial de 2016 | Equipos participantes en el Grupo Mundial de 2016 | Equipos participantes en el Grupo Mundial de 2016 | Equipos participantes en el Grupo Mundial de 2016 | Equipos participantes en el Grupo Mundial de 2016 |
| Gran Bretaña                                      | Bélgica                                           | Rep. Checa                                        | Suiza                                             | Francia                                           | Argentina                                         | Serbia                                            | Australia                                         |
| Italia                                            | Canadá                                            | Estados Unidos                                    | Kazajistán                                        | Japón                                             | Alemania                                          | Croacia                                           | Polonia                                           |
| ------------------------------------------------- | ------------------------------------------------- | ------------------------------------------------- | ------------------------------------------------- | ------------------------------------------------- | ------------------------------------------------- | ------------------------------------------------- | ------------------------------------------------- |

### Sorteo
- El sorteo del Grupo Mundial para la Copa Davis 2016, se celebró en la ciudad de Santiago, Chile, el 23 de septiembre de 2015, a las 19:00 hora local (22:00 GMT).[2]

Cabezas de serie
| 1. Gran Bretaña 2. Bélgica 3. República Checa 4. Suiza | 1. Francia 2. Argentina 3. Serbia 4. Australia |

### Eliminatorias
|  | Octavos de final | Octavos de final | Octavos de final |                 |                | Cuartos de final | Cuartos de final | Cuartos de final |   |   | Semifinales           | Semifinales           | Semifinales           |   |  | Final                | Final                | Final                |  |
|  | 4 - 6 de marzo   | 4 - 6 de marzo   | 4 - 6 de marzo   |                 |                | 15 - 17 de julio | 15 - 17 de julio | 15 - 17 de julio |   |   | 16 - 18 de septiembre | 16 - 18 de septiembre | 16 - 18 de septiembre |   |  | 25 - 27 de noviembre | 25 - 27 de noviembre | 25 - 27 de noviembre |  |
|  |                  |                  |                  |                 |                |                  |                  |                  |   |   |                       |                       |                       |   |  |                      |                      |                      |  |
|  |                  |                  |                  |                 |                |                  |                  |                  |   |   |                       |                       |                       |   |  |                      |                      |                      |  |
|  | 1                | Gran Bretaña     | 3                |                 |                |                  |                  |                  |   |   |                       |                       |                       |   |  |                      |                      |                      |  |
|  | 1                | Gran Bretaña     | 3                |                 |                |                  |                  |                  |   |   |                       |                       |                       |   |  |                      |                      |                      |  |
|  |                  | Japón            | 1                |                 |                |                  |                  |                  |   |   |                       |                       |                       |   |  |                      |                      |                      |  |
|  |                  | Japón            | 1                | 1               | Gran Bretaña   | 3                |                  |                  |   |   |                       |                       |                       |   |  |                      |                      |                      |  |
|  |                  |                  |                  | 1               | Gran Bretaña   | 3                |                  |                  |   |   |                       |                       |                       |   |  |                      |                      |                      |  |
|  |                  |                  | 7                | Serbia          | 2              |                  |                  |                  |   |   |                       |                       |                       |   |  |                      |                      |                      |  |
|  | 7                | ' Serbia         | 7                | Serbia          | 2              | 3                |                  |                  |   |   |                       |                       |                       |   |  |                      |                      |                      |  |
|  | 7                | ' Serbia         |                  |                 |                |                  |                  |                  |   |   |                       |                       |                       |   |  |                      |                      |                      |  |
|  |                  | Kazajistán       | 2                |                 |                |                  |                  |                  |   |   |                       |                       |                       |   |  |                      |                      |                      |  |
|  |                  |                  |                  |                 |                |                  | 1                | Gran Bretaña     | 2 |   |                       |                       |                       |   |  |                      |                      |                      |  |
|  |                  |                  |                  |                 |                |                  |                  |                  | 2 |   |                       |                       |                       |   |  |                      |                      |                      |  |
|  |                  |                  | 6                | Argentina       | 3              |                  |                  |                  |   |   |                       |                       |                       |   |  |                      |                      |                      |  |
|  | 4                | Suiza            | 6                | Argentina       | 3              | 0                |                  |                  |   |   |                       |                       |                       |   |  |                      |                      |                      |  |
|  | 4                | Suiza            |                  |                 |                |                  |                  |                  |   |   |                       |                       |                       |   |  |                      |                      |                      |  |
|  |                  | Italia           | 5                |                 |                |                  |                  |                  |   |   |                       |                       |                       |   |  |                      |                      |                      |  |
|  |                  | Italia           | 5                |                 | Italia         | 1                |                  |                  |   |   |                       |                       |                       |   |  |                      |                      |                      |  |
|  |                  |                  |                  |                 | Italia         | 1                |                  |                  |   |   |                       |                       |                       |   |  |                      |                      |                      |  |
|  |                  |                  | 6                | Argentina       | 3              |                  |                  |                  |   |   |                       |                       |                       |   |  |                      |                      |                      |  |
|  | 6                | Argentina        | 6                | Argentina       | 3              | 3                |                  |                  |   |   |                       |                       |                       |   |  |                      |                      |                      |  |
|  | 6                | Argentina        |                  |                 |                |                  |                  |                  |   |   |                       |                       |                       |   |  |                      |                      |                      |  |
|  |                  | Polonia          | 2                |                 |                |                  |                  |                  |   |   |                       |                       |                       |   |  |                      |                      |                      |  |
|  |                  |                  |                  |                 |                |                  |                  |                  |   |   |                       | 6                     | Argentina             | 3 |  |                      |                      |                      |  |
|  |                  |                  |                  |                 |                |                  |                  |                  |   |   |                       |                       |                       | 3 |  |                      |                      |                      |  |
|  |                  |                  |                  | Croacia         | 2              |                  |                  |                  |   |   |                       |                       |                       |   |  |                      |                      |                      |  |
|  |                  | Canadá           | 0                | Croacia         | 2              |                  |                  |                  |   |   |                       |                       |                       |   |  |                      |                      |                      |  |
|  |                  |                  |                  |                 |                |                  |                  |                  |   |   |                       |                       |                       |   |  |                      |                      |                      |  |
|  | 5                | Francia          | 5                |                 |                |                  |                  |                  |   |   |                       |                       |                       |   |  |                      |                      |                      |  |
|  | 5                | Francia          | 5                |                 | 5              | Francia          | 3                |                  |   |   |                       |                       |                       |   |  |                      |                      |                      |  |
|  |                  |                  |                  |                 | 5              | Francia          | 3                |                  |   |   |                       |                       |                       |   |  |                      |                      |                      |  |
|  |                  |                  | 3                | República Checa | 1              |                  |                  |                  |   |   |                       |                       |                       |   |  |                      |                      |                      |  |
|  |                  | Alemania         | 3                | República Checa | 1              | 2                |                  |                  |   |   |                       |                       |                       |   |  |                      |                      |                      |  |
|  |                  |                  |                  |                 |                | 2                |                  |                  |   |   |                       |                       |                       |   |  |                      |                      |                      |  |
|  | 3                | República Checa  | 3                |                 |                |                  |                  |                  |   |   |                       |                       |                       |   |  |                      |                      |                      |  |
|  | 3                | República Checa  | 3                |                 |                |                  |                  |                  |   | 5 | Francia               | 2                     |                       |   |  |                      |                      |                      |  |
|  |                  |                  |                  |                 |                |                  |                  |                  |   | 5 | Francia               | 2                     |                       |   |  |                      |                      |                      |  |
|  |                  |                  |                  | Croacia         | 3              |                  |                  |                  |   |   |                       |                       |                       |   |  |                      |                      |                      |  |
|  |                  | Estados Unidos   | 3                | Croacia         | 3              |                  |                  |                  |   |   |                       |                       |                       |   |  |                      |                      |                      |  |
|  |                  |                  |                  |                 |                |                  |                  |                  |   |   |                       |                       |                       |   |  |                      |                      |                      |  |
|  | 8                | Australia        | 1                |                 |                |                  |                  |                  |   |   |                       |                       |                       |   |  |                      |                      |                      |  |
|  | 8                | Australia        | 1                |                 | Estados Unidos | Estados Unidos   | 2                |                  |   |   |                       |                       |                       |   |  |                      |                      |                      |  |
|  |                  |                  |                  |                 | Estados Unidos | Estados Unidos   | 2                |                  |   |   |                       |                       |                       |   |  |                      |                      |                      |  |
|  |                  |                  | Croacia          | Croacia         | 3              |                  |                  |                  |   |   |                       |                       |                       |   |  |                      |                      |                      |  |
|  |                  | Croacia          | Croacia          | Croacia         | 3              | 3                |                  |                  |   |   |                       |                       |                       |   |  |                      |                      |                      |  |
|  |                  |                  |                  |                 |                | 3                |                  |                  |   |   |                       |                       |                       |   |  |                      |                      |                      |  |
|  | 2                | Bélgica          | 2                |                 |                |                  |                  |                  |   |   |                       |                       |                       |   |  |                      |                      |                      |  |
|  | 2                | Bélgica          | 2                |                 |                |                  |                  |                  |   |   |                       |                       |                       |   |  |                      |                      |                      |  |
|  |                  |                  |                  |                 |                |                  |                  |                  |   |   |                       |                       |                       |   |  |                      |                      |                      |  |

- Los perdedores de la primera ronda, jugarán el repechaje (por permanecer o descender), contra los equipos que clasifican de las zonas continentales.
- (n) Entre paréntesis indica el número de cabeza de serie.

#### Octavos de final
En primera columna, el equipo que efectúa de local.
| | Bandera del Reino Unido | Gran Bretaña                           | 3         | 1  | Japón | Bandera de Japón |   |  |
| --- | ----------------------- | -------------------------------------- | --------- | -- | ----- | ---------------- | - |  |
| Barclaycard Arena, Birmingham, Reino Unido 4 de marzo al 6 de marzo de 2016 (Dura, bajo techo) |                         |                                        |           |    |       |                  |   |  |
| \| 1 \| \| Andy Murray \| 6 \| 6 \| 6 \| \| \| \| 1 \| \| Taro Daniel \| 1 \| 3 \| 1 \| \| \| \| 2 \| \| Daniel Evans \| 3 \| 5 \| 63 \| \| \| \| 2 \| \| Kei Nishikori \| 6 \| 7 \| 77 \| \| \| \| 3 \| \| Andy Murray / Jamie Murray \| 6 \| 6 \| 6 \| \| \| \| 3 \| \| Yoshihito Nishioka / Yasutaka Uchiyama \| 3 \| 2 \| 4 \| \| \| \| 4 \| \| Andy Murray \| 7 \| 78 \| 3 \| 4 \| 6 \| \| 4 \| \| Kei Nishikori \| 5 \| 66 \| 6 \| 6 \| 3 \| \| 5 \| \| Daniel Evans \| No jugado \| \| \| \| \| \| 5 \| Taro Daniel \| \| No jugado \| \| \| \| \| |                         |                                        |           |    |       |                  |   |  |
| 1 | Bandera del Reino Unido | Andy Murray                            | 6         | 6  | 6     |                  |   |  |
| 1 | Bandera de Japón        | Taro Daniel                            | 1         | 3  | 1     |                  |   |  |
| 2 | Bandera del Reino Unido | Daniel Evans                           | 3         | 5  | 63    |                  |   |  |
| 2 | Bandera de Japón        | Kei Nishikori                          | 6         | 7  | 77    |                  |   |  |
| 3 | Bandera del Reino Unido | Andy Murray / Jamie Murray             | 6         | 6  | 6     |                  |   |  |
| 3 | Bandera de Japón        | Yoshihito Nishioka / Yasutaka Uchiyama | 3         | 2  | 4     |                  |   |  |
| 4 | Bandera del Reino Unido | Andy Murray                            | 7         | 78 | 3     | 4                | 6 |  |
| 4 | Bandera de Japón        | Kei Nishikori                          | 5         | 66 | 6     | 6                | 3 |  |
| 5 | Bandera del Reino Unido | Daniel Evans                           | No jugado |    |       |                  |   |  |
| 5 | Bandera de Japón        | Taro Daniel                            | No jugado |    |       |                  |   |  |

| | Bandera de Serbia     | Serbia                                | 3  | 2  | Kazajistán | Bandera de Kazajistán |   |
| --- | --------------------- | ------------------------------------- | -- | -- | ---------- | --------------------- | - |
| Pionir Hall, Belgrade, Serbia 4 de marzo al 6 de marzo de 2016 (Dura, bajo techo) |                       |                                       |    |    |            |                       |   |
| \| 1 \| \| Novak Djokovic \| 6 \| 6 \| 6 \| \| \| \| 1 \| \| Aleksandr Nedovyesov \| 1 \| 2 \| 3 \| \| \| \| 2 \| \| Viktor Troicki \| 5 \| 2 \| 4 \| \| \| \| 2 \| \| Mikhail Kukushkin \| 7 \| 6 \| 6 \| \| \| \| 3 \| \| Novak Djokovic / Nenad Zimonjić \| 3 \| 63 \| 5 \| \| \| \| 3 \| \| Andrey Golubev / Aleksandr Nedovyesov \| 6 \| 77 \| 7 \| \| \| \| 4 \| \| Novak Djokovic \| 66 \| 77 \| 4 \| 6 \| 6 \| \| 4 \| \| Mikhail Kukushkin \| 78 \| 63 \| 6 \| 3 \| 2 \| \| 5 \| \| Viktor Troicki \| 6 \| 6 \| 6 \| \| \| \| 5 \| \| Aleksandr Nedovyesov \| 2 \| 3 \| 4 \| \| \| |                       |                                       |    |    |            |                       |   |
| 1 | Bandera de Serbia     | Novak Djokovic                        | 6  | 6  | 6          |                       |   |
| 1 | Bandera de Kazajistán | Aleksandr Nedovyesov                  | 1  | 2  | 3          |                       |   |
| 2 | Bandera de Serbia     | Viktor Troicki                        | 5  | 2  | 4          |                       |   |
| 2 | Bandera de Kazajistán | Mikhail Kukushkin                     | 7  | 6  | 6          |                       |   |
| 3 | Bandera de Serbia     | Novak Djokovic / Nenad Zimonjić       | 3  | 63 | 5          |                       |   |
| 3 | Bandera de Kazajistán | Andrey Golubev / Aleksandr Nedovyesov | 6  | 77 | 7          |                       |   |
| 4 | Bandera de Serbia     | Novak Djokovic                        | 66 | 77 | 4          | 6                     | 6 |
| 4 | Bandera de Kazajistán | Mikhail Kukushkin                     | 78 | 63 | 6          | 3                     | 2 |
| 5 | Bandera de Serbia     | Viktor Troicki                        | 6  | 6  | 6          |                       |   |
| 5 | Bandera de Kazajistán | Aleksandr Nedovyesov                  | 2  | 3  | 4          |                       |   |

| | Bandera de Italia | Italia                              | 5   | 0  | Suiza | Bandera de Suiza |   |
| --- | ----------------- | ----------------------------------- | --- | -- | ----- | ---------------- | - |
| Adriatic Arena, Pesaro, Italia 4 de marzo al 6 de marzo de 2016 (Tierra batida, bajo techo) |                   |                                     |     |    |       |                  |   |
| \| 1 \| \| Paolo Lorenzi \| 716 \| 6 \| 4 \| 5 \| 7 \| \| 1 \| \| Marco Chiudinelli \| 614 \| 3 \| 6 \| 7 \| 5 \| \| 2 \| \| Andreas Seppi \| 7 \| 77 \| 3 \| 6 \| \| \| 2 \| \| Henri Laaksonen \| 5 \| 64 \| 6 \| 3 \| \| \| 3 \| \| Simone Bolelli / Andreas Seppi \| 6 \| 6 \| 6 \| \| \| \| 3 \| \| Marco Chiudinelli / Henri Laaksonen \| 3 \| 1 \| 3 \| \| \| \| 4 \| \| Marco Cecchinato \| 6 \| 7 \| \| \| \| \| 4 \| \| Adrien Bossel \| 3 \| 5 \| \| \| \| \| 5 \| \| Paolo Lorenzi \| 6 \| 6 \| \| \| \| \| 5 \| \| Antoine Bellier \| 3 \| 2 \| \| \| \| |                   |                                     |     |    |       |                  |   |
| 1 | Bandera de Italia | Paolo Lorenzi                       | 716 | 6  | 4     | 5                | 7 |
| 1 | Bandera de Suiza  | Marco Chiudinelli                   | 614 | 3  | 6     | 7                | 5 |
| 2 | Bandera de Italia | Andreas Seppi                       | 7   | 77 | 3     | 6                |   |
| 2 | Bandera de Suiza  | Henri Laaksonen                     | 5   | 64 | 6     | 3                |   |
| 3 | Bandera de Italia | Simone Bolelli / Andreas Seppi      | 6   | 6  | 6     |                  |   |
| 3 | Bandera de Suiza  | Marco Chiudinelli / Henri Laaksonen | 3   | 1  | 3     |                  |   |
| 4 | Bandera de Italia | Marco Cecchinato                    | 6   | 7  |       |                  |   |
| 4 | Bandera de Suiza  | Adrien Bossel                       | 3   | 5  |       |                  |   |
| 5 | Bandera de Italia | Paolo Lorenzi                       | 6   | 6  |       |                  |   |
| 5 | Bandera de Suiza  | Antoine Bellier                     | 3   | 2  |       |                  |   |

| | Bandera de Polonia   | Polonia                         | 2  | 3  | Argentina | Bandera de Argentina |  |
| --- | -------------------- | ------------------------------- | -- | -- | --------- | -------------------- |  |
| Ergo Arena, Gdańsk, Polonia 4 de marzo al 6 de marzo de 2016 (Dura, bajo techo) |                      |                                 |    |    |           |                      |  |
| \| 1 \| \| Michał Przysiężny \| 1 \| 4 \| 65 \| \| \| \| 1 \| \| Guido Pella \| 6 \| 6 \| 77 \| \| \| \| 2 \| \| Hubert Hurkacz \| 2 \| 63 \| 2 \| \| \| \| 2 \| \| Leonardo Mayer \| 6 \| 77 \| 6 \| \| \| \| 3 \| \| Łukasz Kubot / Marcin Matkowski \| 6 \| 6 \| 6 \| \| \| \| 3 \| \| Carlos Berlocq / Renzo Olivo \| 3 \| 4 \| 4 \| \| \| \| 4 \| \| Michał Przysiężny \| 77 \| 64 \| 2 \| 3 \| \| \| 4 \| \| Leonardo Mayer \| 64 \| 77 \| 6 \| 6 \| \| \| 5 \| \| Hubert Hurkacz \| 4 \| 78 \| 6 \| \| \| \| 5 \| \| Renzo Olivo \| 6 \| 66 \| 4 \| \| \| |                      |                                 |    |    |           |                      |  |
| 1 | Bandera de Polonia   | Michał Przysiężny               | 1  | 4  | 65        |                      |  |
| 1 | Bandera de Argentina | Guido Pella                     | 6  | 6  | 77        |                      |  |
| 2 | Bandera de Polonia   | Hubert Hurkacz                  | 2  | 63 | 2         |                      |  |
| 2 | Bandera de Argentina | Leonardo Mayer                  | 6  | 77 | 6         |                      |  |
| 3 | Bandera de Polonia   | Łukasz Kubot / Marcin Matkowski | 6  | 6  | 6         |                      |  |
| 3 | Bandera de Argentina | Carlos Berlocq / Renzo Olivo    | 3  | 4  | 4         |                      |  |
| 4 | Bandera de Polonia   | Michał Przysiężny               | 77 | 64 | 2         | 3                    |  |
| 4 | Bandera de Argentina | Leonardo Mayer                  | 64 | 77 | 6         | 6                    |  |
| 5 | Bandera de Polonia   | Hubert Hurkacz                  | 4  | 78 | 6         |                      |  |
| 5 | Bandera de Argentina | Renzo Olivo                     | 6  | 66 | 4         |                      |  |

| | Bandera de Francia | Francia                              | 5  | 0  | Canadá | Bandera de Canadá |  |
| --- | ------------------ | ------------------------------------ | -- | -- | ------ | ----------------- |  |
| Baie-Mahault, Guadeloupe, Francia 4 de marzo al 6 de marzo de 2016 (Tierra batida) |                    |                                      |    |    |        |                   |  |
| \| 1 \| \| Gaël Monfils \| 6 \| 6 \| 6 \| \| \| \| 1 \| \| Frank Dancevic \| 3 \| 1 \| 3 \| \| \| \| 2 \| \| Gilles Simon \| 7 \| 6 \| 6 \| \| \| \| 2 \| \| Vasek Pospisil \| 5 \| 3 \| 3 \| \| \| \| 3 \| \| Richard Gasquet / Jo-Wilfried Tsonga \| 77 \| 6 \| 77 \| \| \| \| 3 \| \| Philip Bester / Vasek Pospisil \| 64 \| 1 \| 64 \| \| \| \| 4 \| \| Richard Gasquet \| 6 \| 77 \| \| \| \| \| 4 \| \| Philip Bester \| 1 \| 64 \| \| \| \| \| 5 \| \| Jo-Wilfried Tsonga \| 67 \| \| \| \| \| \| 5 \| \| Frank Dancevic \| 79 \| r \| \| \| \| |                    |                                      |    |    |        |                   |  |
| 1 | Bandera de Francia | Gaël Monfils                         | 6  | 6  | 6      |                   |  |
| 1 | Bandera de Canadá  | Frank Dancevic                       | 3  | 1  | 3      |                   |  |
| 2 | Bandera de Francia | Gilles Simon                         | 7  | 6  | 6      |                   |  |
| 2 | Bandera de Canadá  | Vasek Pospisil                       | 5  | 3  | 3      |                   |  |
| 3 | Bandera de Francia | Richard Gasquet / Jo-Wilfried Tsonga | 77 | 6  | 77     |                   |  |
| 3 | Bandera de Canadá  | Philip Bester / Vasek Pospisil       | 64 | 1  | 64     |                   |  |
| 4 | Bandera de Francia | Richard Gasquet                      | 6  | 77 |        |                   |  |
| 4 | Bandera de Canadá  | Philip Bester                        | 1  | 64 |        |                   |  |
| 5 | Bandera de Francia | Jo-Wilfried Tsonga                   | 67 |    |        |                   |  |
| 5 | Bandera de Canadá  | Frank Dancevic                       | 79 | r  |        |                   |  |

| | Bandera de Alemania        | Alemania                                   | 2  | 3 | República Checa | Bandera de República Checa |   |
| --- | -------------------------- | ------------------------------------------ | -- | - | --------------- | -------------------------- | - |
| TUI Arena, Hannover, Alemania 4 de marzo al 6 de marzo de 2016 (Dura, bajo techo) |                            |                                            |    |   |                 |                            |   |
| \| 1 \| \| Philipp Kohlschreiber \| 3 \| 6 \| 6 \| 2 \| 6 \| \| 1 \| \| Lukáš Rosol \| 6 \| 3 \| 4 \| 6 \| 3 \| \| 2 \| \| Alexander Zverev \| 66 \| 6 \| 6 \| 65 \| 4 \| \| 2 \| \| Tomáš Berdych \| 78 \| 1 \| 4 \| 77 \| 6 \| \| 3 \| \| Philipp Kohlschreiber / Philipp Petzschner \| 67 \| 5 \| 4 \| \| \| \| 3 \| \| Tomáš Berdych / Radek Štěpánek \| 79 \| 7 \| 6 \| \| \| \| 4 \| \| Philipp Kohlschreiber \| 6 \| 7 \| \| \| \| \| 4 \| \| Tomáš Berdych \| 3 \| 5 \| r \| \| \| \| 5 \| \| Alexander Zverev \| 2 \| 3 \| 1 \| \| \| \| 5 \| \| Lukáš Rosol \| 6 \| 6 \| 6 \| \| \| |                            |                                            |    |   |                 |                            |   |
| 1 | Bandera de Alemania        | Philipp Kohlschreiber                      | 3  | 6 | 6               | 2                          | 6 |
| 1 | Bandera de República Checa | Lukáš Rosol                                | 6  | 3 | 4               | 6                          | 3 |
| 2 | Bandera de Alemania        | Alexander Zverev                           | 66 | 6 | 6               | 65                         | 4 |
| 2 | Bandera de República Checa | Tomáš Berdych                              | 78 | 1 | 4               | 77                         | 6 |
| 3 | Bandera de Alemania        | Philipp Kohlschreiber / Philipp Petzschner | 67 | 5 | 4               |                            |   |
| 3 | Bandera de República Checa | Tomáš Berdych / Radek Štěpánek             | 79 | 7 | 6               |                            |   |
| 4 | Bandera de Alemania        | Philipp Kohlschreiber                      | 6  | 7 |                 |                            |   |
| 4 | Bandera de República Checa | Tomáš Berdych                              | 3  | 5 | r               |                            |   |
| 5 | Bandera de Alemania        | Alexander Zverev                           | 2  | 3 | 1               |                            |   |
| 5 | Bandera de República Checa | Lukáš Rosol                                | 6  | 6 | 6               |                            |   |

| | Bandera de Australia      | Australia                   | 1         | 3 | Estados Unidos | Bandera de Estados Unidos |   |  |
| --- | ------------------------- | --------------------------- | --------- | - | -------------- | ------------------------- | - |  |
| Kooyong Stadium, Kooyong, Australia 4 de marzo al 6 de marzo de 2016 (Césped) |                           |                             |           |   |                |                           |   |  |
| \| 1 \| \| Sam Groth \| 62 \| 2 \| 2 \| \| \| \| 1 \| \| John Isner \| 77 \| 6 \| 6 \| \| \| \| 2 \| \| Bernard Tomic \| 77 \| 6 \| 3 \| 6 \| \| \| 2 \| \| Jack Sock \| 62 \| 3 \| 6 \| 4 \| \| \| 3 \| \| Lleyton Hewitt / John Peers \| 3 \| 3 \| 6 \| 6 \| 3 \| \| 3 \| \| Bob Bryan / Mike Bryan \| 6 \| 6 \| 4 \| 4 \| 6 \| \| 4 \| \| Bernard Tomic \| 4 \| 4 \| 7 \| 64 \| \| \| 4 \| \| John Isner \| 6 \| 6 \| 5 \| 77 \| \| \| 5 \| \| Sam Groth \| No jugado \| \| \| \| \| \| 5 \| Jack Sock \| \| No jugado \| \| \| \| \| |                           |                             |           |   |                |                           |   |  |
| 1 | Bandera de Australia      | Sam Groth                   | 62        | 2 | 2              |                           |   |  |
| 1 | Bandera de Estados Unidos | John Isner                  | 77        | 6 | 6              |                           |   |  |
| 2 | Bandera de Australia      | Bernard Tomic               | 77        | 6 | 3              | 6                         |   |  |
| 2 | Bandera de Estados Unidos | Jack Sock                   | 62        | 3 | 6              | 4                         |   |  |
| 3 | Bandera de Australia      | Lleyton Hewitt / John Peers | 3         | 3 | 6              | 6                         | 3 |  |
| 3 | Bandera de Estados Unidos | Bob Bryan / Mike Bryan      | 6         | 6 | 4              | 4                         | 6 |  |
| 4 | Bandera de Australia      | Bernard Tomic               | 4         | 4 | 7              | 64                        |   |  |
| 4 | Bandera de Estados Unidos | John Isner                  | 6         | 6 | 5              | 77                        |   |  |
| 5 | Bandera de Australia      | Sam Groth                   | No jugado |   |                |                           |   |  |
| 5 | Bandera de Estados Unidos | Jack Sock                   | No jugado |   |                |                           |   |  |

| | Bandera de Bélgica | Bélgica                        | 2  | 3 | Croacia | Bandera de Croacia |   |
| --- | ------------------ | ------------------------------ | -- | - | ------- | ------------------ | - |
| País Salón du Sart Tilman, Lieja, Bélgica 4 de marzo al 6 de marzo de 2016 (Tierra batida, bajo techo) |                    |                                |    |   |         |                    |   |
| \| 1 \| \| Kimmer Coppejans \| 5 \| 3 \| 5 \| \| \| \| 1 \| \| Marin Čilić \| 7 \| 6 \| 7 \| \| \| \| 2 \| \| David Goffin \| 6 \| 6 \| 2 \| 3 \| 6 \| \| 2 \| \| Borna Ćorić \| 3 \| 2 \| 6 \| 6 \| 3 \| \| 3 \| \| Ruben Bemelmans / David Goffin \| 65 \| 3 \| 1 \| \| \| \| 3 \| \| Ivan Dodig / Franko Škugor \| 77 \| 6 \| 6 \| \| \| \| 4 \| \| David Goffin \| 6 \| 6 \| 3 \| 7 \| \| \| 4 \| \| Marin Čilić \| 4 \| 4 \| 6 \| 5 \| \| \| 5 \| \| Kimmer Coppejans \| 65 \| 2 \| 2 \| \| \| \| 5 \| \| Borna Ćorić \| 77 \| 6 \| 6 \| \| \| |                    |                                |    |   |         |                    |   |
| 1 | Bandera de Bélgica | Kimmer Coppejans               | 5  | 3 | 5       |                    |   |
| 1 | Bandera de Croacia | Marin Čilić                    | 7  | 6 | 7       |                    |   |
| 2 | Bandera de Bélgica | David Goffin                   | 6  | 6 | 2       | 3                  | 6 |
| 2 | Bandera de Croacia | Borna Ćorić                    | 3  | 2 | 6       | 6                  | 3 |
| 3 | Bandera de Bélgica | Ruben Bemelmans / David Goffin | 65 | 3 | 1       |                    |   |
| 3 | Bandera de Croacia | Ivan Dodig / Franko Škugor     | 77 | 6 | 6       |                    |   |
| 4 | Bandera de Bélgica | David Goffin                   | 6  | 6 | 3       | 7                  |   |
| 4 | Bandera de Croacia | Marin Čilić                    | 4  | 4 | 6       | 5                  |   |
| 5 | Bandera de Bélgica | Kimmer Coppejans               | 65 | 2 | 2       |                    |   |
| 5 | Bandera de Croacia | Borna Ćorić                    | 77 | 6 | 6       |                    |   |

#### Cuartos de final
En primera columna, el equipo que efectúa de local.
| | Bandera de Serbia       | Serbia                            | 2 | 3  | Gran Bretaña | Bandera del Reino Unido |  |
| --- | ----------------------- | --------------------------------- | - | -- | ------------ | ----------------------- |  |
| Centro Recreacional y Deportivo Tašmajdan, Belgrade, Serbia 15 al 17 de julio de 2016 (polvo de ladrillo o tierra batida) |                         |                                   |   |    |              |                         |  |
| \| 1 \| \| Janko Tipsarević \| 3 \| 4 \| 0 \| \| \| \| 1 \| \| Kyle Edmund \| 6 \| 6 \| 6 \| \| \| \| 2 \| \| Dusan Lajović \| 6 \| 6 \| 6 \| \| \| \| 2 \| \| James Ward \| 1 \| 3 \| 2 \| \| \| \| 3 \| \| Filip Krajinović / Nenad Zimonjić \| 1 \| 77 \| 3 \| 4 \| \| \| 3 \| \| Dominic Inglot / Jamie Murray \| 6 \| 62 \| 6 \| 6 \| \| \| 4 \| \| Dusan Lajović \| 3 \| 4 \| 65 \| \| \| \| 4 \| \| Kyle Edmund \| 6 \| 6 \| 77 \| \| \| \| 5 \| \| Janko Tipsarević \| 6 \| 3 \| 7 \| \| \| \| 5 \| \| James Ward \| 2 \| 6 \| 5 \| \| \| |                         |                                   |   |    |              |                         |  |
| 1 | Bandera de Serbia       | Janko Tipsarević                  | 3 | 4  | 0            |                         |  |
| 1 | Bandera del Reino Unido | Kyle Edmund                       | 6 | 6  | 6            |                         |  |
| 2 | Bandera de Serbia       | Dusan Lajović                     | 6 | 6  | 6            |                         |  |
| 2 | Bandera del Reino Unido | James Ward                        | 1 | 3  | 2            |                         |  |
| 3 | Bandera de Serbia       | Filip Krajinović / Nenad Zimonjić | 1 | 77 | 3            | 4                       |  |
| 3 | Bandera del Reino Unido | Dominic Inglot / Jamie Murray     | 6 | 62 | 6            | 6                       |  |
| 4 | Bandera de Serbia       | Dusan Lajović                     | 3 | 4  | 65           |                         |  |
| 4 | Bandera del Reino Unido | Kyle Edmund                       | 6 | 6  | 77           |                         |  |
| 5 | Bandera de Serbia       | Janko Tipsarević                  | 6 | 3  | 7            |                         |  |
| 5 | Bandera del Reino Unido | James Ward                        | 2 | 6  | 5            |                         |  |

| | Bandera de Italia    | Italia                              | 1         | 3  | Argentina | Bandera de Argentina |   |  |
| --- | -------------------- | ----------------------------------- | --------- | -- | --------- | -------------------- | - |  |
| Circolo Tennis Baratoff, Pesaro, Italia 15 al 17 de julio de 2016 (polvo de ladrillo o tierra batida) |                      |                                     |           |    |           |                      |   |  |
| \| 1 \| \| Andreas Seppi \| 64 \| 6 \| 3 \| 63 \| \| \| 1 \| \| Federico Delbonis \| 77 \| 3 \| 6 \| 7 \| \| \| 2 \| \| Fabio Fognini \| 6 \| 6 \| 7 \| \| \| \| 2 \| \| Juan Mónaco \| 1 \| 1 \| 5 \| \| \| \| 3 \| \| Fabio Fognini / Paolo Lorenzi \| 1 \| 64 \| 6 \| 6 \| 4 \| \| 3 \| \| Juan Martín del Potro / Guido Pella \| 6 \| 77 \| 3 \| 3 \| 6 \| \| 4 \| \| Fabio Fognini \| 4 \| 5 \| 6 \| 5 \| \| \| 4 \| \| Federico Delbonis \| 6 \| 7 \| 3 \| 7 \| \| \| 5 \| \| Andreas Seppi \| No jugado \| \| \| \| \| \| 5 \| Juan Mónaco \| \| No jugado \| \| \| \| \| |                      |                                     |           |    |           |                      |   |  |
| 1 | Bandera de Italia    | Andreas Seppi                       | 64        | 6  | 3         | 63                   |   |  |
| 1 | Bandera de Argentina | Federico Delbonis                   | 77        | 3  | 6         | 7                    |   |  |
| 2 | Bandera de Italia    | Fabio Fognini                       | 6         | 6  | 7         |                      |   |  |
| 2 | Bandera de Argentina | Juan Mónaco                         | 1         | 1  | 5         |                      |   |  |
| 3 | Bandera de Italia    | Fabio Fognini / Paolo Lorenzi       | 1         | 64 | 6         | 6                    | 4 |  |
| 3 | Bandera de Argentina | Juan Martín del Potro / Guido Pella | 6         | 77 | 3         | 3                    | 6 |  |
| 4 | Bandera de Italia    | Fabio Fognini                       | 4         | 5  | 6         | 5                    |   |  |
| 4 | Bandera de Argentina | Federico Delbonis                   | 6         | 7  | 3         | 7                    |   |  |
| 5 | Bandera de Italia    | Andreas Seppi                       | No jugado |    |           |                      |   |  |
| 5 | Bandera de Argentina | Juan Mónaco                         | No jugado |    |           |                      |   |  |

| | Bandera de República Checa | República Checa                       | 1         | 3  | Francia | Bandera de Francia |   |  |
| --- | -------------------------- | ------------------------------------- | --------- | -- | ------- | ------------------ | - |  |
| Werk Arena, Třinec, República Checa 15 al 17 de julio de 2016 (dura, bajo techo) |                            |                                       |           |    |         |                    |   |  |
| \| 1 \| \| Lukáš Rosol \| 6 \| 3 \| 4 \| 710 \| 6 \| \| 1 \| \| Jo-Wilfried Tsonga \| 4 \| 6 \| 6 \| 68 \| 4 \| \| 2 \| \| Jiří Veselý \| 62 \| 4 \| 5 \| \| \| \| 2 \| \| Lucas Pouille \| 77 \| 6 \| 7 \| \| \| \| 3 \| \| Lukáš Rosol / Radek Štěpánek \| 1 \| 6 \| 3 \| 6 \| 4 \| \| 3 \| \| Pierre-Hugues Herbert / Nicolas Mahut \| 6 \| 3 \| 6 \| 4 \| 6 \| \| 4 \| \| Jiří Veselý \| 6 \| 63 \| 4 \| 5 \| \| \| 4 \| \| Jo-Wilfried Tsonga \| 4 \| 77 \| 6 \| 7 \| \| \| 5 \| \| Lukáš Rosol \| No jugado \| \| \| \| \| \| 5 \| Lucas Pouille \| \| No jugado \| \| \| \| \| |                            |                                       |           |    |         |                    |   |  |
| 1 | Bandera de República Checa | Lukáš Rosol                           | 6         | 3  | 4       | 710                | 6 |  |
| 1 | Bandera de Francia         | Jo-Wilfried Tsonga                    | 4         | 6  | 6       | 68                 | 4 |  |
| 2 | Bandera de República Checa | Jiří Veselý                           | 62        | 4  | 5       |                    |   |  |
| 2 | Bandera de Francia         | Lucas Pouille                         | 77        | 6  | 7       |                    |   |  |
| 3 | Bandera de República Checa | Lukáš Rosol / Radek Štěpánek          | 1         | 6  | 3       | 6                  | 4 |  |
| 3 | Bandera de Francia         | Pierre-Hugues Herbert / Nicolas Mahut | 6         | 3  | 6       | 4                  | 6 |  |
| 4 | Bandera de República Checa | Jiří Veselý                           | 6         | 63 | 4       | 5                  |   |  |
| 4 | Bandera de Francia         | Jo-Wilfried Tsonga                    | 4         | 77 | 6       | 7                  |   |  |
| 5 | Bandera de República Checa | Lukáš Rosol                           | No jugado |    |         |                    |   |  |
| 5 | Bandera de Francia         | Lucas Pouille                         | No jugado |    |         |                    |   |  |

| | Bandera de Estados Unidos | Estados Unidos           | 2   | 3 | Croacia | Bandera de Croacia |   |
| --- | ------------------------- | ------------------------ | --- | - | ------- | ------------------ | - |
| Tualatin Hills Tennis Center, Portland, Estados Unidos 15 al 17 de julio de 2016 (dura) |                           |                          |     |   |         |                    |   |
| \| 1 \| \| Jack Sock \| 4 \| 3 \| 6 \| 6 \| 6 \| \| 1 \| \| Marin Čilić \| 6 \| 6 \| 3 \| 4 \| 4 \| \| 2 \| \| John Isner \| 6 \| 6 \| 6 \| \| \| \| 2 \| \| Borna Ćorić \| 4 \| 4 \| 3 \| \| \| \| 3 \| \| Bob Bryan / Mike Bryan \| 2 \| 6 \| 2 \| 4 \| \| \| 3 \| \| Marin Čilić / Ivan Dodig \| 6 \| 2 \| 6 \| 6 \| \| \| 4 \| \| John Isner \| 69 \| 3 \| 4 \| \| \| \| 4 \| \| Marin Čilić \| 711 \| 6 \| 6 \| \| \| \| 5 \| \| Jack Sock \| 4 \| 6 \| 3 \| 4 \| \| \| 5 \| \| Borna Ćorić \| 6 \| 3 \| 6 \| 6 \| \| |                           |                          |     |   |         |                    |   |
| 1 | Bandera de Estados Unidos | Jack Sock                | 4   | 3 | 6       | 6                  | 6 |
| 1 | Bandera de Croacia        | Marin Čilić              | 6   | 6 | 3       | 4                  | 4 |
| 2 | Bandera de Estados Unidos | John Isner               | 6   | 6 | 6       |                    |   |
| 2 | Bandera de Croacia        | Borna Ćorić              | 4   | 4 | 3       |                    |   |
| 3 | Bandera de Estados Unidos | Bob Bryan / Mike Bryan   | 2   | 6 | 2       | 4                  |   |
| 3 | Bandera de Croacia        | Marin Čilić / Ivan Dodig | 6   | 2 | 6       | 6                  |   |
| 4 | Bandera de Estados Unidos | John Isner               | 69  | 3 | 4       |                    |   |
| 4 | Bandera de Croacia        | Marin Čilić              | 711 | 6 | 6       |                    |   |
| 5 | Bandera de Estados Unidos | Jack Sock                | 4   | 6 | 3       | 4                  |   |
| 5 | Bandera de Croacia        | Borna Ćorić              | 6   | 3 | 6       | 6                  |   |

#### Semifinales
En primera columna, el equipo que efectúa de local.
| | Bandera del Reino Unido | Gran Bretaña                           | 2  | 3 | Argentina | Bandera de Argentina |   |
| --- | ----------------------- | -------------------------------------- | -- | - | --------- | -------------------- | - |
| Emirates Arena, Glasgow, Reino Unido 16 al 18 de septiembre de 2016 (Dura, bajo techo) |                         |                                        |    |   |           |                      |   |
| \| 1 \| \| Andy Murray \| 4 \| 7 \| 77 \| 3 \| 4 \| \| 1 \| \| Juan Martín del Potro \| 6 \| 5 \| 65 \| 6 \| 6 \| \| 2 \| \| Kyle Edmund \| 77 \| 4 \| 3 \| 2 \| \| \| 2 \| \| Guido Pella \| 65 \| 6 \| 6 \| 6 \| \| \| 3 \| \| Andy Murray / Jamie Murray \| 6 \| 3 \| 6 \| 6 \| \| \| 3 \| \| Juan Martín del Potro / Leonardo Mayer \| 1 \| 6 \| 4 \| 4 \| \| \| 4 \| \| Andy Murray \| 6 \| 6 \| 6 \| \| \| \| 4 \| \| Guido Pella \| 3 \| 2 \| 3 \| \| \| \| 5 \| \| Daniel Evans \| 6 \| 3 \| 2 \| 4 \| \| \| 5 \| \| Leonardo Mayer \| 4 \| 6 \| 6 \| 6 \| \| |                         |                                        |    |   |           |                      |   |
| 1 | Bandera del Reino Unido | Andy Murray                            | 4  | 7 | 77        | 3                    | 4 |
| 1 | Bandera de Argentina    | Juan Martín del Potro                  | 6  | 5 | 65        | 6                    | 6 |
| 2 | Bandera del Reino Unido | Kyle Edmund                            | 77 | 4 | 3         | 2                    |   |
| 2 | Bandera de Argentina    | Guido Pella                            | 65 | 6 | 6         | 6                    |   |
| 3 | Bandera del Reino Unido | Andy Murray / Jamie Murray             | 6  | 3 | 6         | 6                    |   |
| 3 | Bandera de Argentina    | Juan Martín del Potro / Leonardo Mayer | 1  | 6 | 4         | 4                    |   |
| 4 | Bandera del Reino Unido | Andy Murray                            | 6  | 6 | 6         |                      |   |
| 4 | Bandera de Argentina    | Guido Pella                            | 3  | 2 | 3         |                      |   |
| 5 | Bandera del Reino Unido | Daniel Evans                           | 6  | 3 | 2         | 4                    |   |
| 5 | Bandera de Argentina    | Leonardo Mayer                         | 4  | 6 | 6         | 6                    |   |

| | Bandera de Croacia | Croacia                               | 3  | 2  | Francia | Bandera de Francia |  |
| --- | ------------------ | ------------------------------------- | -- | -- | ------- | ------------------ |  |
| Krešimir Ćosić Hall, Zadar, Croacia 16 al 18 de septiembre de 2016 (Dura, bajo techo) |                    |                                       |    |    |         |                    |  |
| \| 1 \| \| Borna Ćorić \| 2 \| 65 \| 1 \| \| \| \| 1 \| \| Richard Gasquet \| 6 \| 77 \| 6 \| \| \| \| 2 \| \| Marin Čilić \| 6 \| 77 \| 2 \| 6 \| \| \| 2 \| \| Lucas Pouille \| 1 \| 64 \| 6 \| 2 \| \| \| 3 \| \| Marin Čilić / Ivan Dodig \| 78 \| 5 \| 78 \| 6 \| \| \| 3 \| \| Pierre-Hugues Herbert / Nicolas Mahut \| 66 \| 7 \| 66 \| 3 \| \| \| 4 \| \| Marin Čilić \| 6 \| 6 \| 7 \| \| \| \| 4 \| \| Richard Gasquet \| 3 \| 2 \| 5 \| \| \| \| 5 \| \| Marin Draganja \| 4 \| 4 \| \| \| \| \| 5 \| \| Lucas Pouille \| 6 \| 6 \| \| \| \| |                    |                                       |    |    |         |                    |  |
| 1 | Bandera de Croacia | Borna Ćorić                           | 2  | 65 | 1       |                    |  |
| 1 | Bandera de Francia | Richard Gasquet                       | 6  | 77 | 6       |                    |  |
| 2 | Bandera de Croacia | Marin Čilić                           | 6  | 77 | 2       | 6                  |  |
| 2 | Bandera de Francia | Lucas Pouille                         | 1  | 64 | 6       | 2                  |  |
| 3 | Bandera de Croacia | Marin Čilić / Ivan Dodig              | 78 | 5  | 78      | 6                  |  |
| 3 | Bandera de Francia | Pierre-Hugues Herbert / Nicolas Mahut | 66 | 7  | 66      | 3                  |  |
| 4 | Bandera de Croacia | Marin Čilić                           | 6  | 6  | 7       |                    |  |
| 4 | Bandera de Francia | Richard Gasquet                       | 3  | 2  | 5       |                    |  |
| 5 | Bandera de Croacia | Marin Draganja                        | 4  | 4  |         |                    |  |
| 5 | Bandera de Francia | Lucas Pouille                         | 6  | 6  |         |                    |  |

#### Final
En primera columna, el equipo que juega de local.
| | Bandera de Croacia                     | Croacia | 2  | 3 | Argentina | Bandera de Argentina |
| --- | -------------------------------------- | ------- | -- | - | --------- | -------------------- |
| Arena Zagreb, Zagreb, Croacia 25 al 27 de noviembre de 2016 (Dura, bajo techo) |                                        |         |    |   |           |                      |
| \| 1 \| Marin Čilić \| 6 \| 7 \| 3 \| 1 \| 6 \| \| 1 \| Federico Delbonis \| 3 \| 5 \| 6 \| 6 \| 2 \| \| 2 \| Ivo Karlović \| 4 \| 78 \| 3 \| 5 \| \| \| 2 \| Juan Martín del Potro \| 6 \| 66 \| 6 \| 7 \| \| \| 3 \| Marin Čilić / Ivan Dodig \| 77 \| 77 \| 6 \| \| \| \| 3 \| Juan Martín del Potro / Leonardo Mayer \| 62 \| 64 \| 3 \| \| \| \| 4 \| Marin Čilić \| 77 \| 6 \| 5 \| 4 \| 3 \| \| 4 \| Juan Martín del Potro \| 64 \| 2 \| 7 \| 6 \| 6 \| \| 5 \| Ivo Karlović \| 3 \| 4 \| 2 \| \| \| \| 5 \| Federico Delbonis \| 6 \| 6 \| 6 \| \| \| |                                        |         |    |   |           |                      |
| 1 | Marin Čilić                            | 6       | 7  | 3 | 1         | 6                    |
| 1 | Federico Delbonis                      | 3       | 5  | 6 | 6         | 2                    |
| 2 | Ivo Karlović                           | 4       | 78 | 3 | 5         |                      |
| 2 | Juan Martín del Potro                  | 6       | 66 | 6 | 7         |                      |
| 3 | Marin Čilić / Ivan Dodig               | 77      | 77 | 6 |           |                      |
| 3 | Juan Martín del Potro / Leonardo Mayer | 62      | 64 | 3 |           |                      |
| 4 | Marin Čilić                            | 77      | 6  | 5 | 4         | 3                    |
| 4 | Juan Martín del Potro                  | 64      | 2  | 7 | 6         | 6                    |
| 5 | Ivo Karlović                           | 3       | 4  | 2 |           |                      |
| 5 | Federico Delbonis                      | 6       | 6  | 6 |           |                      |

|                               |
| Argentina                     |
| Campeón Argentina 1.er título |

## Repesca clasificatoria
Los ocho equipos perdedores, en los cruces de la primera ronda del Grupo Mundial y los ocho ganadores de los cruces de la ronda final, de su grupo regional del Grupo I, competirán en los play-offs del Grupo Mundial 2017. Los ganadores jugarán el Grupo Mundial 2017; los perdedores jugarán en sus respectivos grupos regionales, según su ubicación geográfica.
Los cruces se disputarán del 16 al 18 de septiembre de 2016.
| | Bandera de Uzbekistán | Uzbekistán                      | 2  | 3  | Suiza | Bandera de Suiza |  |
| --- | --------------------- | ------------------------------- | -- | -- | ----- | ---------------- |  |
| Olympic Tennis School, Taskent, Uzbekistán 16 al 18 de septiembre (Tierra batida) |                       |                                 |    |    |       |                  |  |
| \| 1 \| \| Denis Istomin \| 6 \| 6 \| 6 \| \| \| \| 1 \| \| Antoine Bellier \| 3 \| 2 \| 4 \| \| \| \| 2 \| \| Sanjar Fayziev \| 2 \| 2 \| 2 \| \| \| \| 2 \| \| Henri Laaksonen \| 6 \| 6 \| 6 \| \| \| \| 3 \| \| Farruj Dustov / Denis Istomin \| 4 \| 2 \| 62 \| \| \| \| 3 \| \| Adrien Bossel / Henri Laaksonen \| 6 \| 6 \| 77 \| \| \| \| 4 \| \| Denis Istomin \| 63 \| 78 \| 78 \| 7 \| \| \| 4 \| \| Henri Laaksonen \| 77 \| 66 \| 66 \| 5 \| \| \| 5 \| \| Jurabek Karimov \| 2 \| 4 \| 78 \| 3 \| \| \| 5 \| \| Antoine Bellier \| 6 \| 6 \| 66 \| 6 \| \| |                       |                                 |    |    |       |                  |  |
| 1 | Bandera de Uzbekistán | Denis Istomin                   | 6  | 6  | 6     |                  |  |
| 1 | Bandera de Suiza      | Antoine Bellier                 | 3  | 2  | 4     |                  |  |
| 2 | Bandera de Uzbekistán | Sanjar Fayziev                  | 2  | 2  | 2     |                  |  |
| 2 | Bandera de Suiza      | Henri Laaksonen                 | 6  | 6  | 6     |                  |  |
| 3 | Bandera de Uzbekistán | Farruj Dustov / Denis Istomin   | 4  | 2  | 62    |                  |  |
| 3 | Bandera de Suiza      | Adrien Bossel / Henri Laaksonen | 6  | 6  | 77    |                  |  |
| 4 | Bandera de Uzbekistán | Denis Istomin                   | 63 | 78 | 78    | 7                |  |
| 4 | Bandera de Suiza      | Henri Laaksonen                 | 77 | 66 | 66    | 5                |  |
| 5 | Bandera de Uzbekistán | Jurabek Karimov                 | 2  | 4  | 78    | 3                |  |
| 5 | Bandera de Suiza      | Antoine Bellier                 | 6  | 6  | 66    | 6                |  |

| | Bandera de Bélgica | Bélgica                          | 4      | 0  | Brasil | Bandera de Brasil |   |
| --- | ------------------ | -------------------------------- | ------ | -- | ------ | ----------------- | - |
| Sleuyter Arena, Ostende, Bélgica 16 al 18 de septiembre (Dura, bajo techo) |                    |                                  |        |    |        |                   |   |
| \| 1 \| \| David Goffin \| 6 \| 6 \| 6 \| \| \| \| 1 \| \| Thiago Monteiro \| 2 \| 2 \| 0 \| \| \| \| 2 \| \| Steve Darcis \| 65 \| 6 \| 6 \| 6 \| \| \| 2 \| \| Thomaz Bellucci \| 77 \| 1 \| 3 \| 3 \| \| \| 3 \| \| Ruben Bemelmans / Joris De Loore \| 3 \| 77 \| 4 \| 6 \| 6 \| \| 3 \| \| Marcelo Melo / Bruno Soares \| 6 \| 65 \| 6 \| 4 \| 4 \| \| 4 \| \| Joris De Loore \| 6 \| 64 \| 6 \| \| \| \| 4 \| \| Thomaz Bellucci \| 3 \| 77 \| 2 \| \| \| \| 5 \| \| Steve Darcis \| No \| \| \| \| \| \| 5 \| \| Thiago Monteiro \| jugado \| \| \| \| \| |                    |                                  |        |    |        |                   |   |
| 1 | Bandera de Bélgica | David Goffin                     | 6      | 6  | 6      |                   |   |
| 1 | Bandera de Brasil  | Thiago Monteiro                  | 2      | 2  | 0      |                   |   |
| 2 | Bandera de Bélgica | Steve Darcis                     | 65     | 6  | 6      | 6                 |   |
| 2 | Bandera de Brasil  | Thomaz Bellucci                  | 77     | 1  | 3      | 3                 |   |
| 3 | Bandera de Bélgica | Ruben Bemelmans / Joris De Loore | 3      | 77 | 4      | 6                 | 6 |
| 3 | Bandera de Brasil  | Marcelo Melo / Bruno Soares      | 6      | 65 | 6      | 4                 | 4 |
| 4 | Bandera de Bélgica | Joris De Loore                   | 6      | 64 | 6      |                   |   |
| 4 | Bandera de Brasil  | Thomaz Bellucci                  | 3      | 77 | 2      |                   |   |
| 5 | Bandera de Bélgica | Steve Darcis                     | No     |    |        |                   |   |
| 5 | Bandera de Brasil  | Thiago Monteiro                  | jugado |    |        |                   |   |

| | Bandera de Australia  | Australia                    | 3      | 0 | Eslovaquia | Bandera de Eslovaquia |  |
| --- | --------------------- | ---------------------------- | ------ | - | ---------- | --------------------- |  |
| NSW Tennis Centre, Sídney, Australia 16 al 18 de septiembre (Césped) |                       |                              |        |   |            |                       |  |
| \| 1 \| \| Nick Kyrgios \| 6 \| 6 \| 6 \| \| \| \| 1 \| \| Andrej Martin \| 3 \| 2 \| 4 \| \| \| \| 2 \| \| Bernard Tomic \| 77 \| 6 \| 6 \| \| \| \| 2 \| \| Jozef Kovalík \| 65 \| 4 \| 4 \| \| \| \| 3 \| \| Samuel Groth / John Peers \| 6 \| 6 \| 63 \| 77 \| \| \| 3 \| \| Andrej Martin / Igor Zelenay \| 4 \| 2 \| 77 \| 62 \| \| \| 4 \| \| Samuel Groth \| No \| \| \| \| \| \| 4 \| \| Jozef Kovalík \| Jugado \| \| \| \| \| \| 5 \| \| Bernard Tomic \| No \| \| \| \| \| \| 5 \| \| Andrej Martin \| Jugado \| \| \| \| \| |                       |                              |        |   |            |                       |  |
| 1 | Bandera de Australia  | Nick Kyrgios                 | 6      | 6 | 6          |                       |  |
| 1 | Bandera de Eslovaquia | Andrej Martin                | 3      | 2 | 4          |                       |  |
| 2 | Bandera de Australia  | Bernard Tomic                | 77     | 6 | 6          |                       |  |
| 2 | Bandera de Eslovaquia | Jozef Kovalík                | 65     | 4 | 4          |                       |  |
| 3 | Bandera de Australia  | Samuel Groth / John Peers    | 6      | 6 | 63         | 77                    |  |
| 3 | Bandera de Eslovaquia | Andrej Martin / Igor Zelenay | 4      | 2 | 77         | 62                    |  |
| 4 | Bandera de Australia  | Samuel Groth                 | No     |   |            |                       |  |
| 4 | Bandera de Eslovaquia | Jozef Kovalík                | Jugado |   |            |                       |  |
| 5 | Bandera de Australia  | Bernard Tomic                | No     |   |            |                       |  |
| 5 | Bandera de Eslovaquia | Andrej Martin                | Jugado |   |            |                       |  |

| | Bandera de Canadá | Canadá                          | 5  | 0  | Chile | Bandera de Chile |  |
| --- | ----------------- | ------------------------------- | -- | -- | ----- | ---------------- |  |
| Scotiabank Centre, Halifax, Canadá 16 al 18 de septiembre (Dura, bajo techo) |                   |                                 |    |    |       |                  |  |
| \| 1 \| \| Frank Dancevic \| 6 \| 65 \| 6 \| 6 \| \| \| 1 \| \| Christian Garin \| 3 \| 77 \| 1 \| 4 \| \| \| 2 \| \| Vasek Pospisil \| 6 \| 5 \| 77 \| 6 \| \| \| 2 \| \| Nicolás Jarry \| 1 \| 7 \| 62 \| 3 \| \| \| 3 \| \| Vasek Pospisil / Adil Shamasdin \| 6 \| 6 \| 78 \| \| \| \| 3 \| \| Nicolás Jarry / Hans Podlipnik \| 3 \| 4 \| 66 \| \| \| \| 4 \| \| Denis Shapovalov \| 77 \| 6 \| \| \| \| \| 4 \| \| Christian Garin \| 65 \| 4 \| \| \| \| \| 5 \| \| Frank Dancevic \| 6 \| 6 \| \| \| \| \| 5 \| \| Gonzalo Lama \| 4 \| 4 \| \| \| \| |                   |                                 |    |    |       |                  |  |
| 1 | Bandera de Canadá | Frank Dancevic                  | 6  | 65 | 6     | 6                |  |
| 1 | Bandera de Chile  | Christian Garin                 | 3  | 77 | 1     | 4                |  |
| 2 | Bandera de Canadá | Vasek Pospisil                  | 6  | 5  | 77    | 6                |  |
| 2 | Bandera de Chile  | Nicolás Jarry                   | 1  | 7  | 62    | 3                |  |
| 3 | Bandera de Canadá | Vasek Pospisil / Adil Shamasdin | 6  | 6  | 78    |                  |  |
| 3 | Bandera de Chile  | Nicolás Jarry / Hans Podlipnik  | 3  | 4  | 66    |                  |  |
| 4 | Bandera de Canadá | Denis Shapovalov                | 77 | 6  |       |                  |  |
| 4 | Bandera de Chile  | Christian Garin                 | 65 | 4  |       |                  |  |
| 5 | Bandera de Canadá | Frank Dancevic                  | 6  | 6  |       |                  |  |
| 5 | Bandera de Chile  | Gonzalo Lama                    | 4  | 4  |       |                  |  |

| | Bandera de Rusia      | Rusia                                 | 3      | 1  | Kazajistán | Bandera de Kazajistán |   |
| --- | --------------------- | ------------------------------------- | ------ | -- | ---------- | --------------------- | - |
| National Tennis Center, Moscú, Rusia 16 al 18 de septiembre (Dura) |                       |                                       |        |    |            |                       |   |
| \| 1 \| \| Andréi Kuznetsov \| 6 \| 6 \| 5 \| 7 \| \| \| 1 \| \| Aleksandr Nedoviesov \| 3 \| 4 \| 7 \| 5 \| \| \| 2 \| \| Yevgueni Donskói \| 79 \| 2 \| 6 \| 2 \| 2 \| \| 2 \| \| Mijaíl Kukushkin \| 67 \| 6 \| 4 \| 6 \| 6 \| \| 3 \| \| Konstantín Kravchuk / Andréi Rubliov \| 6 \| 63 \| 6 \| 7 \| \| \| 3 \| \| Andréi Golúbev / Aleksandr Nedoviesov \| 3 \| 77 \| 2 \| 5 \| \| \| 4 \| \| Andréi Kuznetsov \| 6 \| 6 \| 6 \| \| \| \| 4 \| \| Mijaíl Kukushkin \| 1 \| 2 \| 2 \| \| \| \| 5 \| \| Yevgueni Donskói \| No \| \| \| \| \| \| 5 \| \| Aleksandr Nedoviesov \| Jugado \| \| \| \| \| |                       |                                       |        |    |            |                       |   |
| 1 | Bandera de Rusia      | Andréi Kuznetsov                      | 6      | 6  | 5          | 7                     |   |
| 1 | Bandera de Kazajistán | Aleksandr Nedoviesov                  | 3      | 4  | 7          | 5                     |   |
| 2 | Bandera de Rusia      | Yevgueni Donskói                      | 79     | 2  | 6          | 2                     | 2 |
| 2 | Bandera de Kazajistán | Mijaíl Kukushkin                      | 67     | 6  | 4          | 6                     | 6 |
| 3 | Bandera de Rusia      | Konstantín Kravchuk / Andréi Rubliov  | 6      | 63 | 6          | 7                     |   |
| 3 | Bandera de Kazajistán | Andréi Golúbev / Aleksandr Nedoviesov | 3      | 77 | 2          | 5                     |   |
| 4 | Bandera de Rusia      | Andréi Kuznetsov                      | 6      | 6  | 6          |                       |   |
| 4 | Bandera de Kazajistán | Mijaíl Kukushkin                      | 1      | 2  | 2          |                       |   |
| 5 | Bandera de Rusia      | Yevgueni Donskói                      | No     |    |            |                       |   |
| 5 | Bandera de Kazajistán | Aleksandr Nedoviesov                  | Jugado |    |            |                       |   |

| | Bandera de la India | India                        | 0 | 5  | España | Bandera de España |  |
| --- | ------------------- | ---------------------------- | - | -- | ------ | ----------------- |  |
| R.K. Khanna Tennis Complex, New Delhi, India 16 al 18 de septiembre (Dura) |                     |                              |   |    |        |                   |  |
| \| 1 \| \| Ramkumar Ramanathan \| 4 \| 4 \| 6 \| 1 \| \| \| 1 \| \| Feliciano López \| 6 \| 6 \| 3 \| 6 \| \| \| 2 \| \| Saketh Myneni \| 1 \| 2 \| 1 \| \| \| \| 2 \| \| David Ferrer \| 6 \| 6 \| 6 \| \| \| \| 3 \| \| Saketh Myneni / Leander Paes \| 6 \| 62 \| 4 \| 4 \| \| \| 3 \| \| Marc López / Rafael Nadal \| 4 \| 77 \| 6 \| 6 \| \| \| 4 \| \| Sumit Nagal \| 3 \| 6 \| 3 \| \| \| \| 4 \| \| Marc López \| 6 \| 1 \| 6 \| \| \| \| 5 \| \| Ramkumar Ramanathan \| 2 \| 2 \| \| \| \| \| 5 \| \| David Ferrer \| 6 \| 6 \| \| \| \| |                     |                              |   |    |        |                   |  |
| 1 | Bandera de la India | Ramkumar Ramanathan          | 4 | 4  | 6      | 1                 |  |
| 1 | Bandera de España   | Feliciano López              | 6 | 6  | 3      | 6                 |  |
| 2 | Bandera de la India | Saketh Myneni                | 1 | 2  | 1      |                   |  |
| 2 | Bandera de España   | David Ferrer                 | 6 | 6  | 6      |                   |  |
| 3 | Bandera de la India | Saketh Myneni / Leander Paes | 6 | 62 | 4      | 4                 |  |
| 3 | Bandera de España   | Marc López / Rafael Nadal    | 4 | 77 | 6      | 6                 |  |
| 4 | Bandera de la India | Sumit Nagal                  | 3 | 6  | 3      |                   |  |
| 4 | Bandera de España   | Marc López                   | 6 | 1  | 6      |                   |  |
| 5 | Bandera de la India | Ramkumar Ramanathan          | 2 | 2  |        |                   |  |
| 5 | Bandera de España   | David Ferrer                 | 6 | 6  |        |                   |  |

| | Bandera de Alemania | Alemania                        | 3   | 2  | Polonia | Bandera de Polonia |   |
| --- | ------------------- | ------------------------------- | --- | -- | ------- | ------------------ | - |
| Rot-Weiss Tennis Club, Berlín, Alemania 16 al 18 de septiembre (Tierra batida) |                     |                                 |     |    |         |                    |   |
| \| 1 \| \| Jan-Lennard Struff \| 68 \| 6 \| 5 \| 6 \| 6 \| \| 1 \| \| Kamil Majchrzak \| 710 \| 3 \| 7 \| 2 \| 1 \| \| 2 \| \| Florian Mayer \| 1 \| 78 \| 6 \| 7 \| \| \| 2 \| \| Hubert Hurkacz \| 6 \| 66 \| 4 \| 5 \| \| \| 3 \| \| Daniel Brands / Daniel Masur \| 77 \| 6 \| 3 \| 4 \| 2 \| \| 3 \| \| Łukasz Kubot / Marcin Matkowski \| 65 \| 4 \| 6 \| 6 \| 6 \| \| 4 \| \| Florian Mayer \| 2 \| 6 \| 2 \| 3 \| \| \| 4 \| \| Kamil Majchrzak \| 6 \| 4 \| 6 \| 6 \| \| \| 5 \| \| Jan-Lennard Struff \| 77 \| 6 \| 6 \| \| \| \| 5 \| \| Hubert Hurkacz \| 64 \| 4 \| 1 \| \| \| |                     |                                 |     |    |         |                    |   |
| 1 | Bandera de Alemania | Jan-Lennard Struff              | 68  | 6  | 5       | 6                  | 6 |
| 1 | Bandera de Polonia  | Kamil Majchrzak                 | 710 | 3  | 7       | 2                  | 1 |
| 2 | Bandera de Alemania | Florian Mayer                   | 1   | 78 | 6       | 7                  |   |
| 2 | Bandera de Polonia  | Hubert Hurkacz                  | 6   | 66 | 4       | 5                  |   |
| 3 | Bandera de Alemania | Daniel Brands / Daniel Masur    | 77  | 6  | 3       | 4                  | 2 |
| 3 | Bandera de Polonia  | Łukasz Kubot / Marcin Matkowski | 65  | 4  | 6       | 6                  | 6 |
| 4 | Bandera de Alemania | Florian Mayer                   | 2   | 6  | 2       | 3                  |   |
| 4 | Bandera de Polonia  | Kamil Majchrzak                 | 6   | 4  | 6       | 6                  |   |
| 5 | Bandera de Alemania | Jan-Lennard Struff              | 77  | 6  | 6       |                    |   |
| 5 | Bandera de Polonia  | Hubert Hurkacz                  | 64  | 4  | 1       |                    |   |

| | Bandera de Japón   | Japón                             | 5  | 0  | Ucrania | Bandera de Ucrania |  |
| --- | ------------------ | --------------------------------- | -- | -- | ------- | ------------------ |  |
| Utsubo Tennis Center, Osaka, Japón 16 al 18 de septiembre (Dura) |                    |                                   |    |    |         |                    |  |
| \| 1 \| \| Taro Daniel \| 77 \| 77 \| 6 \| \| \| \| 1 \| \| Artem Smirnov \| 64 \| 61 \| 1 \| \| \| \| 2 \| \| Yoshihito Nishioka \| 6 \| 5 \| 6 \| 7 \| \| \| 2 \| \| Iliá Marchenko \| 4 \| 7 \| 4 \| 5 \| \| \| 3 \| \| Kei Nishikori / Yūichi Sugita \| 6 \| 6 \| 6 \| \| \| \| 3 \| \| Artem Smirnov / Sergiy Stakhovsky \| 3 \| 0 \| 3 \| \| \| \| 4 \| \| Taro Daniel \| 3 \| 7 \| 6 \| \| \| \| 4 \| \| Artem Smirnov \| 6 \| 5 \| 1 \| \| \| \| 5 \| \| Yoshihito Nishioka \| 6 \| 6 \| \| \| \| \| 5 \| \| Danylo Kalenichenko \| 2 \| 2 \| \| \| \| |                    |                                   |    |    |         |                    |  |
| 1 | Bandera de Japón   | Taro Daniel                       | 77 | 77 | 6       |                    |  |
| 1 | Bandera de Ucrania | Artem Smirnov                     | 64 | 61 | 1       |                    |  |
| 2 | Bandera de Japón   | Yoshihito Nishioka                | 6  | 5  | 6       | 7                  |  |
| 2 | Bandera de Ucrania | Iliá Marchenko                    | 4  | 7  | 4       | 5                  |  |
| 3 | Bandera de Japón   | Kei Nishikori / Yūichi Sugita     | 6  | 6  | 6       |                    |  |
| 3 | Bandera de Ucrania | Artem Smirnov / Sergiy Stakhovsky | 3  | 0  | 3       |                    |  |
| 4 | Bandera de Japón   | Taro Daniel                       | 3  | 7  | 6       |                    |  |
| 4 | Bandera de Ucrania | Artem Smirnov                     | 6  | 5  | 1       |                    |  |
| 5 | Bandera de Japón   | Yoshihito Nishioka                | 6  | 6  |         |                    |  |
| 5 | Bandera de Ucrania | Danylo Kalenichenko               | 2  | 2  |         |                    |  |

## Grupos regionales

### América
| Zona americana    | Zona americana | Zona americana | Zona americana | Zona americana | Zona americana       | Zona americana | Zona americana | Zona americana | Zona americana | Zona americana |
| Grupo 1           | Grupo 1        | Grupo 1        | Grupo 1        | Grupo 1        | Grupo 1              | Grupo 1        | Grupo 1        | Grupo 1        | Grupo 1        | Grupo 1        |
| Barbados          | Brasil         | Chile          | Colombia       | Ecuador        | República Dominicana | -              | -              |                |                |                |
| Grupo 2           | Grupo 2        | Grupo 2        | Grupo 2        | Grupo 2        | Grupo 2              | Grupo 2        | Grupo 2        | Grupo 2        | Grupo 2        | Grupo 2        |
| El Salvador       | Guatemala      | México         | Paraguay       | Perú           | Puerto Rico          | Uruguay        | Venezuela      |                |                |                |
| Grupo 3           | Grupo 3        | Grupo 3        | Grupo 3        | Grupo 3        | Grupo 3              | Grupo 3        | Grupo 3        | Grupo 3        | Grupo 3        | Grupo 3        |
| Bahamas           | Bermudas       | Bolivia        | Costa Rica     | Cuba           | Honduras             | Jamaica        | Panamá         |                |                |                |
| Trinidad y Tobago | -              | -              | -              | -              | -                    | -              | -              |                |                |                |
| ----------------- | -------------- | -------------- | -------------- | -------------- | -------------------- | -------------- | -------------- | -------------- | -------------- | -------------- |

### Asia y Oceanía
| Zona asiática/oceánica | Zona asiática/oceánica | Zona asiática/oceánica | Zona asiática/oceánica | Zona asiática/oceánica | Zona asiática/oceánica | Zona asiática/oceánica | Zona asiática/oceánica | Zona asiática/oceánica | Zona asiática/oceánica | Zona asiática/oceánica |
| Grupo 1                | Grupo 1                | Grupo 1                | Grupo 1                | Grupo 1                | Grupo 1                | Grupo 1                | Grupo 1                | Grupo 1                | Grupo 1                | Grupo 1                |
| China                  | Corea del Sur          | India                  | Pakistán               | Nueva Zelanda          | Uzbekistán             | -                      | -                      |                        |                        |                        |
| Grupo 2                | Grupo 2                | Grupo 2                | Grupo 2                | Grupo 2                | Grupo 2                | Grupo 2                | Grupo 2                | Grupo 2                | Grupo 2                | Grupo 2                |
| China Taipéi           | Filipinas              | Indonesia              | Kuwait                 | Malasia                | Sri Lanka              | Tailandia              | Vietnam                |                        |                        |                        |
| Grupo 3                | Grupo 3                | Grupo 3                | Grupo 3                | Grupo 3                | Grupo 3                | Grupo 3                | Grupo 3                | Grupo 3                | Grupo 3                | Grupo 3                |
| Camboya                | Catar                  | Hong Kong              | Irán                   | Islas del Pacífico     | Líbano                 | Singapur               | Siria                  |                        |                        |                        |
| Turkmenistán           | -                      | -                      | -                      | -                      | -                      | -                      | -                      |                        |                        |                        |
| Grupo 4                | Grupo 4                | Grupo 4                | Grupo 4                | Grupo 4                | Grupo 4                | Grupo 4                | Grupo 4                | Grupo 4                | Grupo 4                | Grupo 4                |
| Arabia Saudita         | Bangladés              | Baréin                 | Birmania               | Brunéi                 | Emiratos Árabes Unidos | Irak                   | Jordania               |                        |                        |                        |
| Kirguistán             | Mongolia               | Omán                   | Tayikistán             | Yemen                  | -                      | -                      | -                      |                        |                        |                        |
| ---------------------- | ---------------------- | ---------------------- | ---------------------- | ---------------------- | ---------------------- | ---------------------- | ---------------------- | ---------------------- | ---------------------- | ---------------------- |

### Europa y África
| Zona europea/africana | Zona europea/africana | Zona europea/africana | Zona europea/africana | Zona europea/africana | Zona europea/africana | Zona europea/africana | Zona europea/africana | Zona europea/africana | Zona europea/africana | Zona europea/africana |
| Grupo 1               | Grupo 1               | Grupo 1               | Grupo 1               | Grupo 1               | Grupo 1               | Grupo 1               | Grupo 1               | Grupo 1               | Grupo 1               | Grupo 1               |
| Austria               | Eslovaquia            | Eslovenia             | España                | Hungría               | Israel                | Países Bajos          | Portugal              |                       |                       |                       |
| Rumania               | Rusia                 | Suecia                | Ucrania               | -                     | -                     | -                     | -                     |                       |                       |                       |
| Grupo 2               | Grupo 2               | Grupo 2               | Grupo 2               | Grupo 2               | Grupo 2               | Grupo 2               | Grupo 2               | Grupo 2               | Grupo 2               | Grupo 2               |
| Bosnia y Herzegovina  | Bielorrusia           | Bulgaria              | Dinamarca             | Egipto                | Finlandia             | Georgia               | Letonia               |                       |                       |                       |
| Lituania              | Luxemburgo            | Mónaco                | Noruega               | Sudáfrica             | Túnez                 | Turquía               | Zimbabue              |                       |                       |                       |
| Grupo 3 (Europa)      | Grupo 3 (Europa)      | Grupo 3 (Europa)      | Grupo 3 (Europa)      | Grupo 3 (Europa)      | Grupo 3 (Europa)      | Grupo 3 (Europa)      | Grupo 3 (Europa)      | Grupo 3 (Europa)      | Grupo 3 (Europa)      | Grupo 3 (Europa)      |
| Albania               | Andorra               | Armenia               | Azerbaiyán            | Chipre                | Estonia               | Grecia                | Irlanda               |                       |                       |                       |
| Islandia              | Kosovo                | Liechtenstein         | Macedonia             | Malta                 | Moldavia              | Montenegro            | San Marino            |                       |                       |                       |
| Grupo 3 (África)      | Grupo 3 (África)      | Grupo 3 (África)      | Grupo 3 (África)      | Grupo 3 (África)      | Grupo 3 (África)      | Grupo 3 (África)      | Grupo 3 (África)      | Grupo 3 (África)      | Grupo 3 (África)      | Grupo 3 (África)      |
| Angola                | Argelia               | Benín                 | Botsuana              | Camerún               | Congo                 | Costa de Marfil       | Ghana                 |                       |                       |                       |
| Kenia                 | Libia                 | Madagascar            | Marruecos             | Mozambique            | Namibia               | Nigeria               | Ruanda                |                       |                       |                       |
| --------------------- | --------------------- | --------------------- | --------------------- | --------------------- | --------------------- | --------------------- | --------------------- | --------------------- | --------------------- | --------------------- |